# نخیله
نخیله، نام یکی از مناطق واقع در عراق است که در کنار شهر کوفه (به سمت شمال) قرار گرفته‌است.
همچنین نخیله نام مسجدی در شهر کفل عراق است.

## در تاریخ
این منطقه،‌ خاستگاه وقایع مهم تاریخی از جمله آنها، جنگ علی بن ابی‌طالب با خوارج است. علی بن ابی طالب این منطقه را برای اردو زدن جهت مقابله با خوارج برگزید و از آنجا با سران خود نامه‌نگاری نمود. حسن بن علی نیز برای مقابله با معاویه، از منطقه نخیله جهت جمع آوری نیرو استفاده نمود. ابن زیاد نیز برای همراهی مردم کوفه برای مقابله با حسین بن علی، مردم کوفه را در نخیله جمع کرد و در آنجا برای آنان سخنرانی کرد. حصین بن تمیم نیز در همین ناحیه به سپاه ابن زیاد جهت مقابله با حسین بن علی پیوست. بعدها توابین نیز به سرکردگی سلیمان بن صرد، نخیله را محل جمع شدن سپاهیان توابین قرار دادند.

## آثار تاریخی
- مسجد نخیله

از مساجد قدیمی است. علی بن ابیطالب در مقاطع مختلف در آن حضور داشته است. از جمله به هنگام عزیمت به صفین و نهروان در این مسجد اقامت داشته و در آن نماز اقامه کرده است. ساخت فعلی بنای این مسجد و مناره آن به دوره سلطان مغولی، الجایتو، باز می گردد. در این مناره کلماتی به خط کوفی مکتوب است که تمامی آن نماد و نشان محبت به اهل بیت است.
- مزار ذی الکفل

در کنار مسجد واقع شده است. ذی الکفل یکی از پیامبران بنی اسرائیل است که قرآن در سوره انبیا آیه ۸۵ ضمن بیان نامش، او را از صابران می شمارد. ظاهرا او بعد از سلیمان بن داود می زیسته و در میان مردم قضاوت می کرده است و نامش عوبدیا یا حزقیال است.